# Fiona Burnett
Fiona Burnett (* 1971 in Sydney) ist eine australische Jazzmusikerin (Sopransaxophon, Komposition).

## Leben und Wirken
Burnett erhielt als Kind klassischen Klavierunterricht; mit 13 Jahren wechselte sie ans Saxophon. Sie begann bald Jazz zu spielen und hatte 1985 ihren ersten öffentlichen Auftritt. 1992 zog sie nach Melbourne, um dort bis 1997 am Victorian College of the Arts klassische Musik bei Graeme Shilton und Mary Finsterer zu studieren; sie absolvierte ihren Master mit Auszeichnung. Weitere Studien bei David Liebman, George Coleman und Joe Lovano schlossen sich an.
1992 gründete Burnett die Gruppe Morgana mit der Sängerin Lisa Young, der Pianistin Sue Johnson, der Bassistin Annette Jenko-Yates und der Schlagzeugerin Sonja Horbelt, die auf zahlreichen Festivals in Australien auftrat. Die beiden Alben der Band, Talk Walk Whisper und Have You Heard the News Today? wurden bei ARIA als bestes Jazzalbum nominiert. Daneben trat Burnett mit dem britischen Grand Union Orchestra auf. 1997 gründete sie ihr Quartett, dessen Alben von der Kritik auch international gewürdigt wurden. Mit ihrem Trio und dem Silo String Quartet führte sie 1999 ihre Suite Soaring at Dawn beim Melbourne Women's Jazz Festival auf. Weitere Aufführungen folgten in den nächsten Jahren (Album 2003). Auch komponierte sie für klassisches Kammerorchester.
2000 tourte sie mit der Band von Carola Grey in Deutschland. Weiterhin ist sie auf Alben von Endorphin und Andy Page zu hören.

## Diskographische Hinweise
- Sound Inspirations (ABC 2008)
- Imagine (Universal 2006)
- Soaring at Dawn (ABC 2003, rec. 2001)
- 3 Voices (New Market 2002)
- Venus Rising (New Market 1999)